# Kejsarhäger
Kejsarhäger (Ardea insignis) är en mycket stor fågel i familjen hägrar inom ordningen pelikanfåglar. Den förekommer vid foten av östra Himalaya, från Bhutan via nordöstra Indien till Burma. Arten är mycket fåtalig och minskar kraftigt, varför IUCN kategoriserar den som akut hotad.

## Utseende
Kejsarhägern är en mycket stor och långhalsad häger med en kroppslängd på hela 127 centimeter. Den är i huvudsak mörkgrå med kontrasterande vit strupe, buk, undergump och skulderfjädrar och övre delen av bröstet är  vitstrimmigt. Båda könen har två spetsliknande vita plymer på naken. Den liknar stornäbbad häger men den senare har grå buk.

## Utbredning
Arten förekommer från foten av östra Himalaya i Bhutan till nordöstra Indien, norra Bangladesh och Myanmar. Den kan också förekomma i sydöstra Tibet och har även påträffats i Yunnan i Kina. Den är dock numera utdöd i Nepal, möjligen även i Bangladesh. De flesta av de senaste observationerna kommer från Assam och Namdapaha in Arunachal Pradesh, Indien, några få lokaler i Bhutan samt i delar av Burma.

## Ekologi

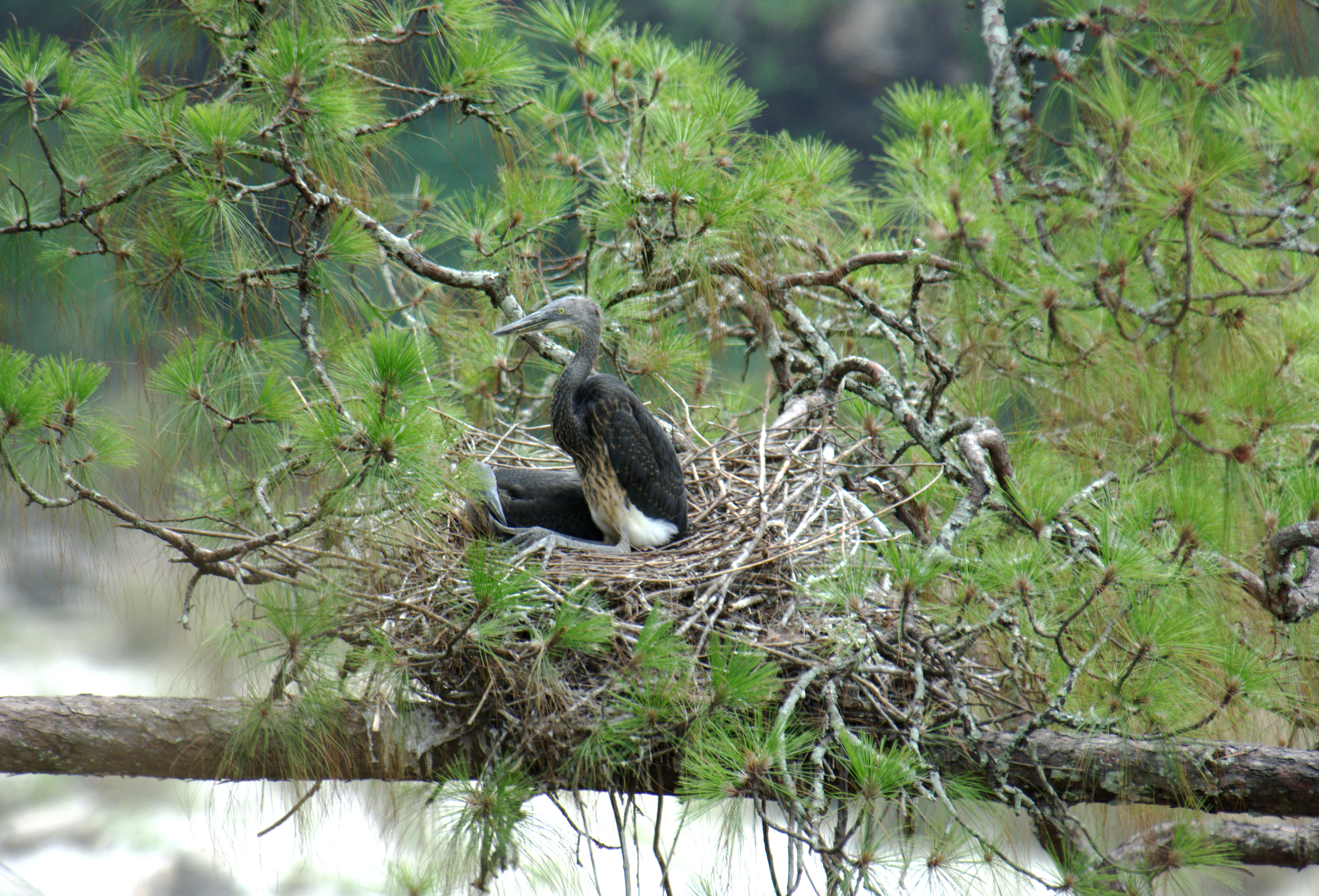
Unge i bo.

Fågeln har huvudsakligen påträffats vid små eller stora floden, vanligen med sand- eller grusrevlar och ofta inom eller i anslutning till subtropisk eller tropisk regnskog, från låglänta områden till åtminstone 1 500 meters höjd. Den har även observerats i våtmarker och sjöar nära fuktiga gräsmarker. Arten är för det mesta ensamlevande men kan samlas i små grupperingar vintertid. Den häckar och tar nattkvist i tallen Pinus roxburghii eller i "indisk mandelträd" (Terminalia myriocarpa).

## Status och hot
Arten har en mycket liten global population – endast 70-400 individer – som minskar kraftigt, troligen i ökande grad på grund av habitatförstörelse, förföljelse och exploatering. IUCN kategoriserar arten som akut hotad.